# NPO 1
«NPO 1» — нидерландский общественный телеканал. Входит в NPO.

## История
Открыт 2 октября 1951 года. До 19 августа 2014 — Nederland 1

## Программы
| Программа             | Описание программы              | Телекомпания | Описание                                                       |
| --------------------- | ------------------------------- | ------------ | -------------------------------------------------------------- |
| Бюйтенхоф             | -                               | -            | Утренние воскресные опросы, программа о политике               |
| Блик Оп Де Вег        | О дорогах                       | -            | программа о правилах дорожного движения                        |
| Фармер Вонтс Вайф     | Поиск жены                      | KRO          | Голландская версия программы «Фермер ищет жену»                |
| Реюнион               | Реюнион                         | KRO          | встреча со старыми одноклассниками                             |
| Ди Ридьенд Речтер     | Судьи                           | NCRV         | программа про судей                                            |
| Детективы programmes  | -                               | Основное     | показ детективов                                               |
| Хэйв Ай Гот Ньюс Фо Ю | Разве я получил новости для Вас | TROS         | Голландская версия программы «Разве я получил новости для Вас» |
| Энвандаг              | Новостная лента                 | AVRO, TROS   | новости в мире                                                 |
| Кифнон                | -                               | AVRO         | программа о выдающихся Голландцах                              |
| Лайв Паул             | -                               | VARA         | интервью со знаменитостью                                      |
| Журнал NOS            | Новости                         | NOS          | новости                                                        |
| Спорт NOS             | -                               | Футбол       | показ Футбольных матчей                                        |
| Поу Витман            | -                               | -            | Ток-Шоу                                                        |
| Сезамстрит            | Улица Сезам                     | NTR          | Голландская версия «Улицы Сезам»                               |
| Спурлус               | Бесследно пропавшие люди        | KRO          | поиск без вести пропавших лиц                                  |
| Лэнд Лухт             | На земле в воздухе и в море     | TROS         | развлекательная программа                                      |
| TROS Радар            | -                               | TROS         | программа о правах потребителей                                |
| Туссен Канст Китч     | Между искусством и китчем       | AVRO         | программа про старину                                          |
| ТВ Шоу                | -                               | TROS         | интервью с иностранными гостями                                |
| Вермист               | -                               | TROS         | поиск потерявшихся людей                                       |
| Вилла Фельдерхофф     | -                               | NCRV         | интервью на роскошной вилле в Сан-Тропе                        |
| Ви ис де Мол          | Молли                           | AVRO         | Голландская версия сериала Молли                               |